# James Norris (homme politique ontarien)
Pour les articles homonymes, voir James Norris et Norris.
James Norris (1809-1er août 1891) est un homme politique canadien de l'Ontario. Il est député fédéral libéral de la circonscription ontarienne de Lincoln de 1874 à 1878.

## Biographie
Né à Argyll en Écosse, Norris arrive dans le comté de Peel (en) avec ses parents en 1834. S'établissant à St. Catharines, il s'associe avec Sylvester Neelon (en) dans le transport maritime, la minoterie et le commerce du bois. Lors de la dissolution du partenariat, Norris continue d'exporter des marchandises sur des marchés étrangers dont en Angleterre.
Servant comme maire de St. Catharines, il est élu député fédéral en 1874. Le résultat étant renversé à la suite d'un appel, il est réélu lors d'une élection partielle plus tard en 1874. Norris démissionne en avril 1877, mais reprend son siège lors d'une élection partielle en mai 1877. Il est défait lors des scrutins de 1878 et de 1882.
Norris meurt à St. Catharines à l'âge de 71 ans